# Rochassier des éboulis
Pinarornis plumosus, Pinarornis
Genre
Espèce
Statut de conservation UICN

 LC  : Préoccupation mineure
Le Rochassier des éboulis (Pinarornis plumosus), unique représentant du genre Pinarornis, est une espèce de passereaux de la famille des Turdidae, longtemps placé parmi les Muscicapidae.

## Répartition
Cet oiseau vit au Zimbabwe et régions limitrophes du Botswana, Zambie, Malawi et Mozambique.

## Habitat
Son habitat naturel est la savane sèche.